# Tukovec

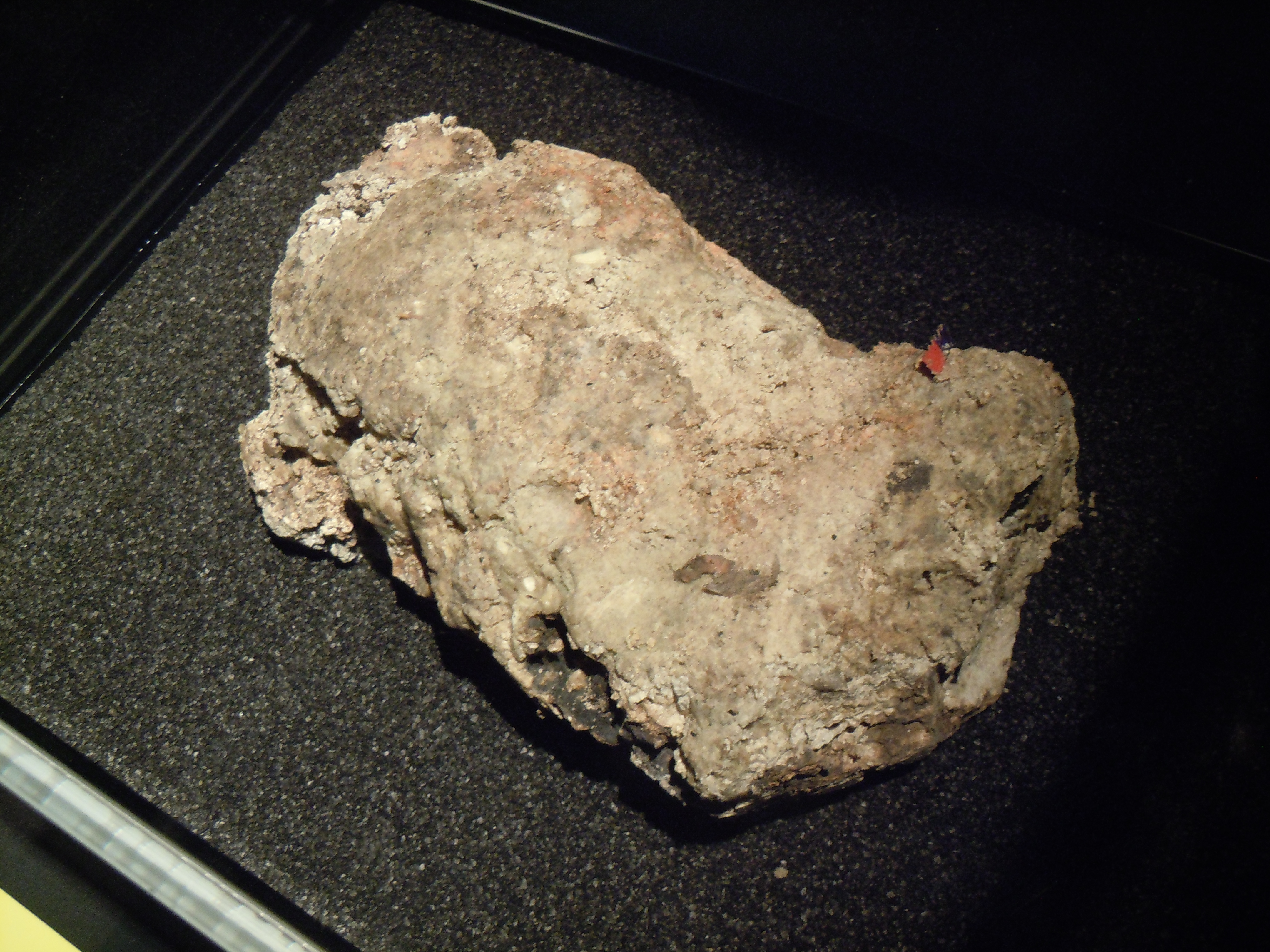
Část obřího stopadesátitunového tukovce nalezeného v roce 2017 v londýnské čtvrti Whitechapel byla vystavena v Muzeu Londýna

Tukovec je označení pro hroudy odpadu ve stokové síti, jejichž základem jsou tuky, oleje a vosky. Jméno je odvozeno od slova „tuk“ po způsobu, jakým je slovo ledovec odvozeno od ledu, a tímto způsobem také vzniklo v angličtině (fatberg od fat podobně jako iceberg z ice) a němčině (Fettberg, Fett, Eisberg, Eis). Z hlediska provozovatele stokové sítě představují problém, protože snižují průtok a mohou vést až k úplnému ucpání stoky.
Mezinárodního ohlasu dosáhly tukovce rekordních velikostí, které byly začátkem třetího tisíciletí objeveny zejména v britských velkoměstech. Například v srpnu 2013 byl objeven patnáctitunový v londýnském obvodě Kingston a v září 2017 stotřicetitunový v londýnské čtvrti Whitechapel.
Možné využití tukovců je ve výrobě biopaliv. Například ze stopadesátitunového tukovce nalezeného v září 2017 v londýnském Whitechapelu bylo vyrobeno 100 hektolitrů bionafty.